# Alfa Romeo 12C
Alfa Romeo 12C ali Tipo C je dirkalnik Alfe Romeo, ki je bil v uporabi med sezonama 1936 in 1937, ko so z njim dirkali tudi Tazio Nuvolari, Antonio Brivio, Carlo Felice Trossi in Giuseppe Farina. Dirkalnik ni bil uspešen, zato je bil dizajner Vittorio Jano odpuščen. Izdelanih je bil šest dirkalnikov različice 12C-36 in štiri različice 12C-37. Dirkalnik je debitiral na dirki za Veliko nagrado Tripolija 1936, dosegel pa je po štiri zmage v vsaki od dveh sezon, toda nobena izmed zmag ni bila dosežena na kakšni res pomembni dirki, na primer prvenstveni, kar je tako razočaralo glavnega dirkača moštva Nuvolarija, da je prestopil v Auto Union.

## Pomembnejše zmage
| Leto | Dirka                      | Dirkač              | Poročilo |
| ---- | -------------------------- | ------------------- | -------- |
| 1936 | Velika nagrada Penya Rhina | Tazio Nuvolari      | Poročilo |
| 1936 | Velika nagrada Milana      | Tazio Nuvolari      | Poročilo |
| 1936 | Vanderbilt Cup             | Tazio Nuvolari      | Poročilo |
| 1936 | Velika nagrada Modene      | Tazio Nuvolari      | Poročilo |
| 1937 | Velika nagrada Milana      | Tazio Nuvolari      | Poročilo |
| 1937 | Velika nagrada Valentina   | Antonio Brivio      | Poročilo |
| 1937 | Velika nagrada Neaplja     | Giuseppe Farina     | Poročilo |
| 1937 | Velika nagrada Genove      | Carlo Felice Trossi | Poročilo |